# Manie Payne Ferguson
Manie Payne Ferguson (Carlow (Ierland), 1850 - 8 juni 1932) was een pionier en leider in de Amerikaanse Heiligingsbeweging, een christelijke evangelist en maatschappelijk werker die medeoprichter was van de Peniel-missie, en de auteur van verschillende christelijke liederen waarvan Blessed Quietness het bekendste is.

## Haar leven
Ferguson werd geboren als Manie Payne in 1850 in de stad Carlow in County Carlow, in het zuidoosten van Ierland.
Op 7 juni 1883 trouwde ze met Theodore Pollock Ferguson, een voormalig predikant in de United Presbyterian Church die in 1875 in Oberlin (Ohio), die tot bekering was gekomen door de prediking van evangelist Charles Finney en besloot om een rondreizende prediker te worden.

## Peniel-missie
Ferguson richtte samen met haar man Theodore op 11 november 1886 de Los Angeles-missie op. Dit werd uiteindelijk omgedoopt tot de Peniel-missie. De naam Peniel werd gekozen naar aanleiding van het bijbelverhaal uit Genesis 32: 24-30, waarin Jakob God ontmoete en door hem gezegend werd. Peniel betekent ook 'ik heb God gezien'.
Vanaf het begin was de Peniel-missie onconventioneel en niet-kerkgebonden. In 1894 ontvingen de Fergusons een aanzienlijke financiële donatie (van de voormalige Engelse cricketspeler George Studd). Met deze financiering konden de Fergusons hun plannen om de bediening van de Peniel-missie uit te breiden volvoeren. Ze nodigden de voormalige methodistische presiderende ouderling dr. Phineas Bresee uit om zich bij hen aan te sluiten en bouwden een auditorium met 900 zitplaatsen en een centrum van waaruit zij zending bedreven op 227 South Main Street, Los Angeles. Er werd besloten dat er vier leiders zouden zijn: Theodore en Manie Ferguson, George Studd en Phineas F. Bresee.
Manie Ferguson was extraverter dan haar man Theodore en was de leidende kracht achter de uitbreiding van het missie. Onder leiding van Manie richtte de Peniel-missie zich specifiek op alleenstaande vrouwen. Dit is de reden geweest van de groei van de beweging. De vrouwen woonden meestal in gehuurde kamers in de buurt van de gehuurde zaal waar ze evangelisatiediensten hielden. Ze getuigden vrijmoedig op straathoeken en in bars en huizen van prostitutie. De medewerkers aan de missie waren onbezoldigd, maar de lokale missie betaalde de meeste van hun onkosten. Zelfs werden de Fergusons niet betaald door de missie, maar leefden van de huurinkomsten van drie kleine huizen die ze bezaten. Manie ging samen met haar man Theodore Ferguson de straat op voor bijeenkomsten en om mensen uit te nodigen voor evangelisatiediensten in de avond met een maaltijd erna. Hun hele werk, zoals dat van de meeste van de heiligingsmissies, was gericht op het redden van zielen en het bevorderen van heiliging. De missie was echter geen kerk; bekeerlingen werden geacht zich bij een van de reguliere denominaties aan te sluiten. Na de dood van haar man in 1920 bleef "Moeder Ferguson" het werk leiden tot haar eigen dood op 8 juni 1932.

## Liederen
Manie Ferguson schreef veel gedichten en christelijke liederen. Het lied waardoor ze nog steeds wordt herinnerd is Blessed Quietness.
Andere liederen van haar zijn onder anderen Joys are flowing like a river, Since the Comforter has come, That Man of Calvary en Christ in the Storm.